# Kanalik nerkowy
Kanalik nerkowy – część nefronu, w której mocz pierwotny odprowadzany z ciałka nerkowego ulega resorpcji i sekrecji kanalikowej, przekształcając się w mocz ostateczny. Kanalik nerkowy składa się z: kanalika proksymalnego, pętli nefronu, kanalika dystalnego oraz kanalika zbiorczego.